# 박목월
박목월(朴木月, 1915년 1월 6일~1978년 3월 24일)은 대한민국의 시인, 교육자로 한양대학교 문과대학 학장을 지냈다. 한국 시문학의 대표적인 작가로, 토속적 이미지의 작품을 많이 남겼고, 특히 조지훈, 박두진과 함께 발간한 《청록집》이 특히 유명하다.

## 생애

### 유년시절과 활동초기
1915년 1월 6일 경남 고성에서 아버지 박준필(朴準弼)과 어머니 박인재(朴仁哉) 사이의 2남 2녀 중 장남으로 태어났다. 곧 이어 경상북도 월성군(현 경주시) 서면 건천리 571번지 모량마을로 옮겨 왔다. 본관은 경주이며 본명은 "영종"(泳鍾)이나, 시를 쓸 무렵 본인의 필명을 "목월"(木月)로 지었다. 이 때 목월의 아버지 박준필은 반대하였다. 18세인 1933년, 개벽사에서 발행하는 잡지 《어린이》에 동시 「통딱딱 통짝짝」이 뽑혔고, 같은 해, 《신가정》 6월호에 그의 시 「제비맞이」가 당선되어 동시를 주로 쓰는 시인으로 알려지게 되었다.

### 본격적인 작품활동
1940년, 《문장》 9월호에 「가을 어스름」, 「연륜」으로 추천 완료하여 본격적으로 문단에 데뷔했다. 이 당시는 일제강점기 말엽인데, 특별한 활동은 보이지 않는다. 1945년, 대구 계성고등학교에서 교편을 잡게 되었다. 그러나 이듬해 1946년 6월, 목월은 조지훈, 박두진 3인과 유명한《청록집》을 발간했으며, 동시집인 『박영종동시집』도 발간한 것으로 보아 이전에도 작품활동은 꾸준히 한 것이 아닌가 생각된다.
1945년부터 1950년대 말까지는 그의 활동이 활발하던 시기였다. 1948년, 목월은 한국문학가협회 중앙위원과 사무국장으로 취임하여 활동하였고, 1950년 이화여자고등학교로 학교를 옮겼으나, 6월에 한국전쟁이 터지자 한국문학가협회 별동대를 조직, 1953까지 공군종군문인단의 일원이 되어 문관으로 군복무를 하게 된다. 전쟁이 끝나고 목월은 홍익대학교와 서라벌예술대학, 중앙대학교 등지에서 강의하였고, 1959년 4월, 한양대학교 조교수가 되어 은퇴할 때까지 한양대학교에서 후학을 키우는 일을 계속적으로 담당하였다.

### 말년
목월은 1977년, 자신이 봉직한 한양대학교에서 명예 문학박사 학위를 받았다. 다음 해인 1978년, 그는 자신이 출석하던 원효로 효동교회에서 장로 안수를 받았고 동년 3월 24일, 새벽에 산책하고 돌아온 후, 지병인 고혈압에 걸려 63세의 나이로 세상을 떠난다.

## 작품세계

### 정지용의 평가
정지용은 목월의 시를 높이 평가하며 다음과 같이 언급하고 있다.
북에는 소월이 있었거니 남에는 박목월이가 날 만하다. 소월이 툭툭 불거지는 삭주귀성조(朔州龜城調)는 지금 읽어도 좋더니 목월이 못지않아 아기자기 섬세한 맛이 좋아. 민요풍에서 시에 발전하기까지 목월의 고심이 더 크다. 소월이 천재적이요, 독창적이었던 것이 신경 감각 묘사까지 미치기에는 너무나 “민요”에 시종하고 말았더니 목월이 요적(謠的) 뎃상 연습에서 시까지의 콤포지션에는 요(謠)가 머뭇거리고 있다. 요적 수사(修辭)를 충분히 정리하고 나면 목월의 시가 바로 한국시이다.

정지용, <문장>(1940. 9)

### 부정적 평가
목월의 시는 80년대를 기점으로 비판을 받는 경향이 강해지는데, 이는 그의 시가 가진 특유의 여린 서정성과 내면성 때문이다. 당시의 시대적 상황에서는 그의 시는 부정적으로 읽힐 수밖에 없었다는 것이다. 또한 당시에 본격적으로 유입된 포스트모더니즘의 영향도 무시할 수 없다. 탈권위주의를 표방하는 시대적 경향은 당시 상당한 문학적 권위를 인정받던 목월의 시에 부정적으로 작용할 수밖에 없었던 것이다.

### 긍정적 측면
한편 목월의 시는 그 특유의 서정성을 바탕으로 한 순수 시로 주목받고 있다. 특히 그의 시에 보이는 미학적인 측면은 한국의 현대 시문학을 풍성하게 해주는 요소로 작용하고 있다. 시 후기작에는 그가 주목하지 않았던 일상의 삶에 대한 성찰이 두드러지게 나타나고 있다. 그의 유명한 작품인 〈가정〉은 시인이며 동시에 한 가정의 가장이 하는 고민의 모습을 잘 드러내고 있다.

### 기독교적 색채
목월의 시문학의 한 축이 토속적이고 서정적인 면이라면, 다른 한 축은 기독교 신앙에 기반을 둔 절대자에 대한 신앙이라고 할 수 있다. 그의 유고시집인 《크고 부드러운 손》에는 절대자에 의존하는 모습이 두드러지게 등장하고 있다. 또한 그의 시에는 어머니의 신앙과 관계된 추억들이 간혹 등장하고 있다.
유품(遺品)으로는
그것뿐이다.
붉은 언더라인이 그어진
우리 어머니의 성경책.

박목월, 어머니의 언더라인

## 경력
- 계성중학교 교사(1945)
- 이화여자고등학교 교사(1949)
- 한국문학과협회 사무국장(1950)
- 홍익대학교 조교수(1953)
- 한양대학교 문리대 국문학과 부교수(1961)
- 한양대학교 문리대 국문학과 교수(1963)
- 대한민국예술원 회원(1965)
- 한국시인협회 회장(1968)
- 시전문지 심상 발행인(1973)
- 한양대학교 문리대학 학장(1976)

## 상훈
- 1954년 제3회 아세아자유문학상
- 1968년 대한민국 문예상
- 1969년 서울시 문화상
- 1972년 국민훈장 모란장(2등급)

## 작품활동

### 시집, 작품집[5]
- 시집 《청록집(공저)》(1946)
- 시집 《산도화》
- 자작시 해설서《보랏빛 소묘》(1958)
- 시집 《난, 기타》(1959)
- 동시집 《산새알 물새알》(1959)
- 시집 《청담》(1964)
- 시집 《경상도의 가랑잎》(1968)
- 연작시집 《어머니》(1968)
- 연작시집 《청록집·기타》(1968)
- 시집 《사력질》
- 시집 《무순》(1976)

### 유고집, 전집
- 《박목월자선집(전 10권)》(1973)
- 신앙시 모음집(유고작) 《크고 부드러운 손》(1979)
- 《박목월 시전집》(서문당, 1984)
- 《박목월 시전집》(민음사, 2003)

## 같이 보기
- 한국 문학
- 한국어 시인 목록